# Rhopalopterum anthracinum
Rhopalopterum anthracinum är en tvåvingeart som först beskrevs av Johann Wilhelm Meigen 1830.  Rhopalopterum anthracinum ingår i släktet Rhopalopterum och familjen fritflugor. Arten är reproducerande i Sverige. Inga underarter finns listade i Catalogue of Life.